# Rudolf Urban (Maueropfer)

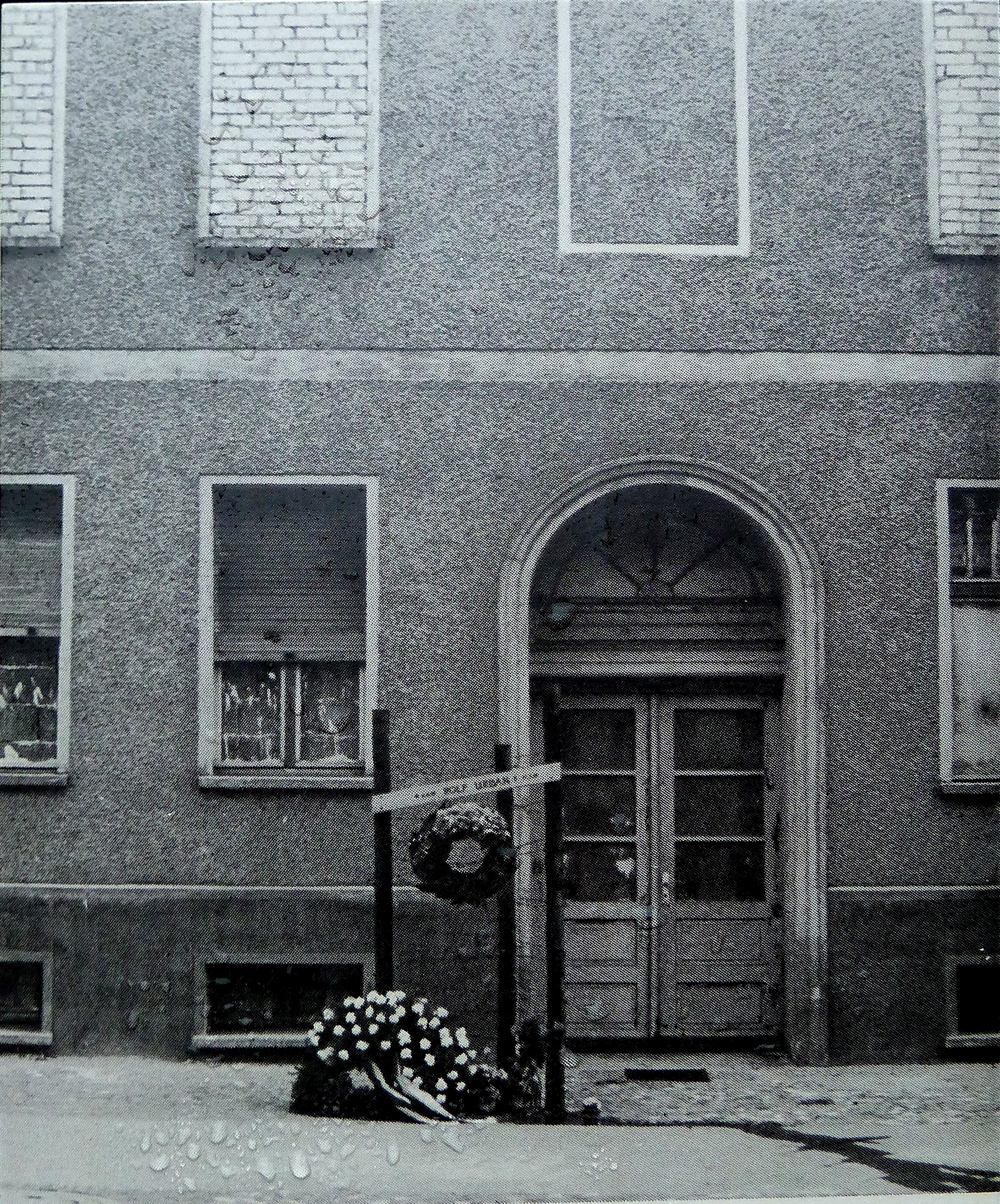
Bernauer Straße 1, wie es im Juni 1962 erschien.

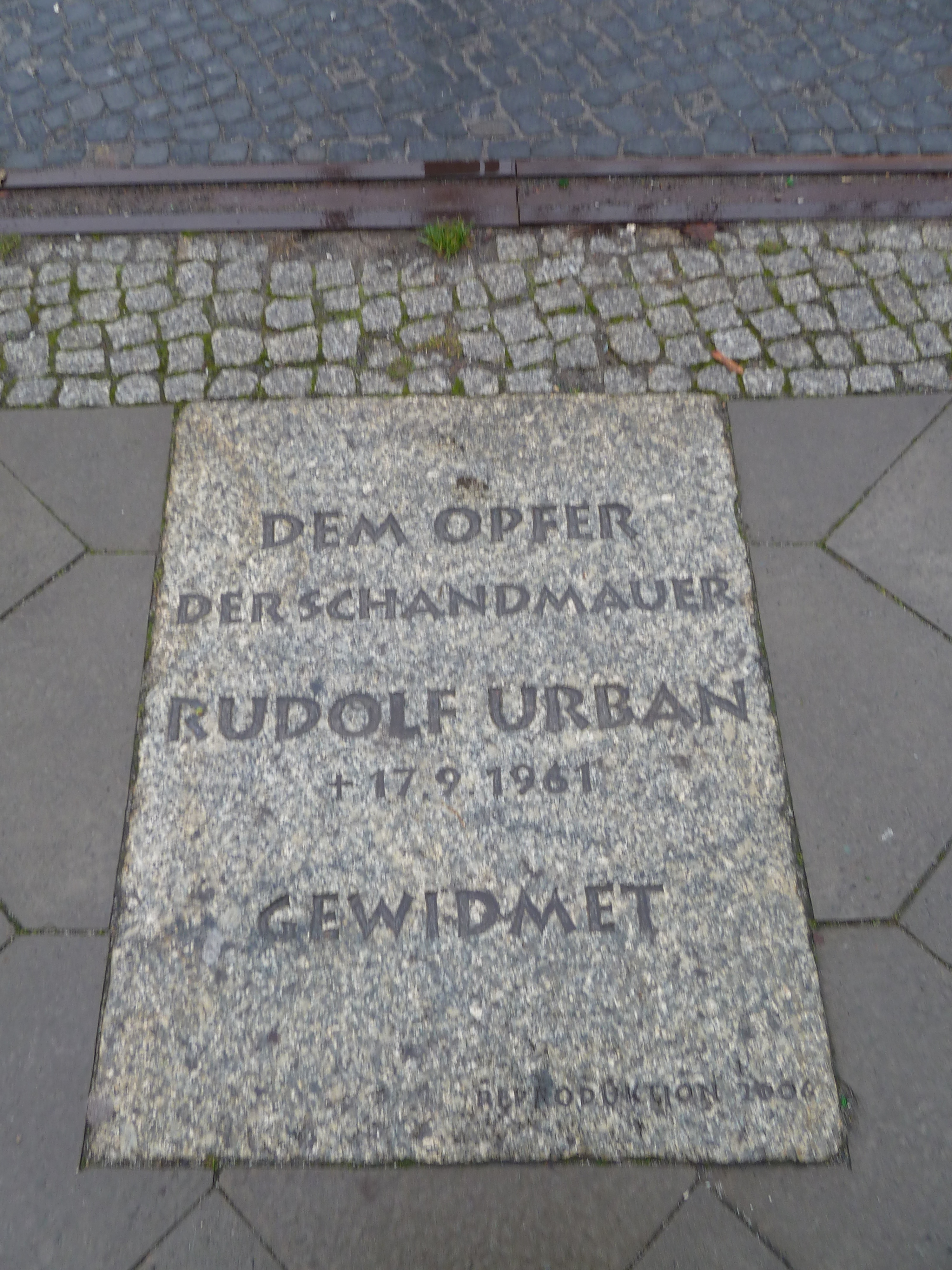
Gedenktafel in der Bernauer Straße: „Dem Opfer der Schandmauer, Rudolf Urban, † 17.9.1961, gewidmet“

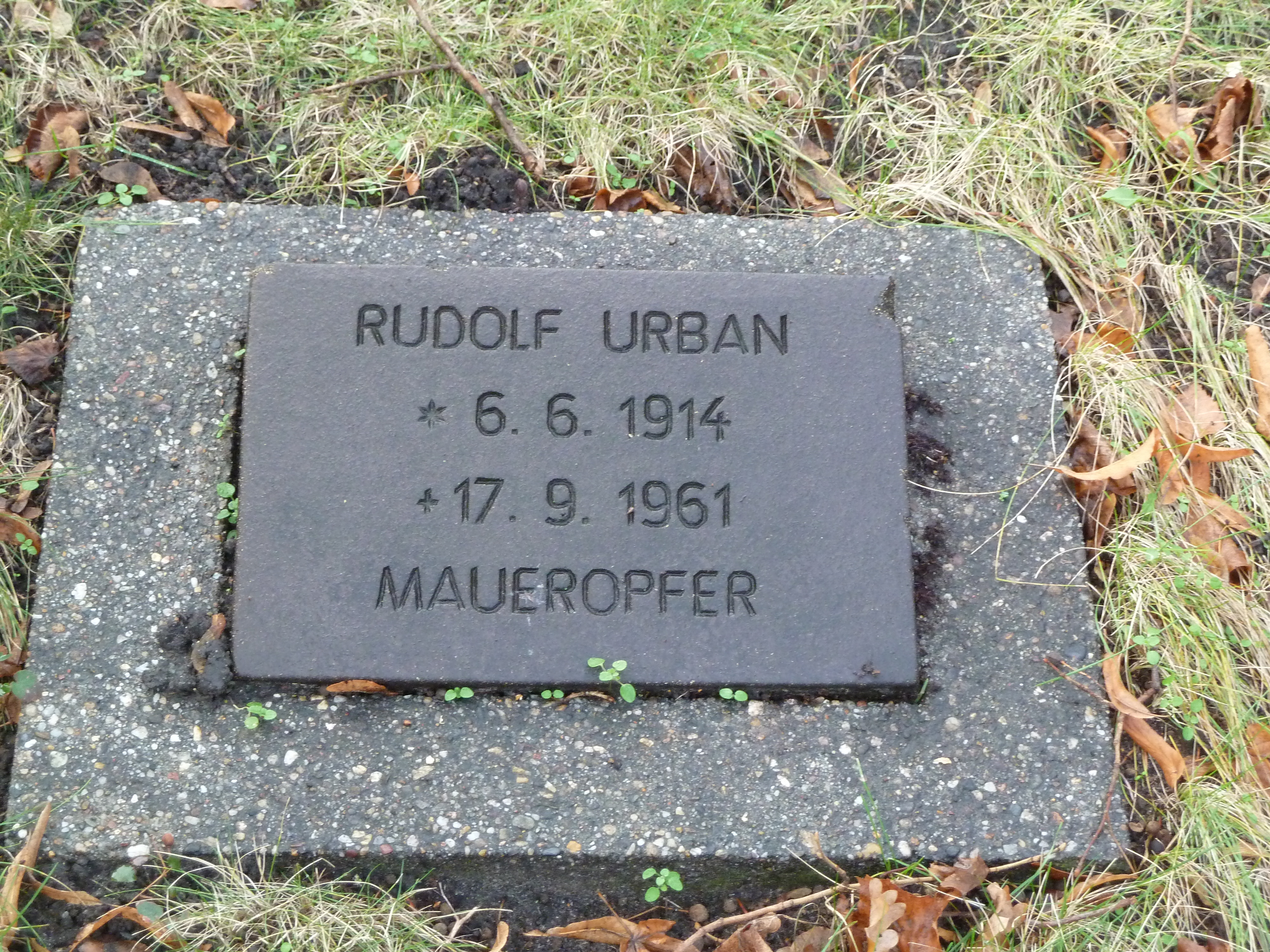
Grab von Rudolf Urban, Dorotheenstädtischer Friedhof II, Liesenstraße 9, Berlin.

Rudolf Urban (* 6. Juni 1914 in Berlin; † 17. September 1961 ebenda) war ein deutscher Kraftfahrer. Er starb infolge seiner Flucht aus der DDR und gehört damit zu den Todesopfern an der Berliner Mauer.
Urban wohnte in Ostberlin in seinem Geburtshaus an der Bernauer Straße 1, dessen Eingang auf einen West-Berliner Bürgersteig hinausging. Mit dem Mauerbau wurden unter anderem Wachposten in den Hausfluren aufgestellt, die überprüften, wer die Wohnungen betrat. Am 18. August, fünf Tage nach Errichtung der Berliner Mauer, wurde daraufhin die Eingangstür vermauert. Das gab, laut Aussagen seiner Frau, Ilse Urban, für den vorher zögernden Urban den Ausschlag: Am folgenden Tag versuchte das Ehepaar die Flucht, mit seinem Freund Willy Kutzminski und dessen Frau Irmgard. Zwar waren die Parterrefenster in der Bernauer Straße 1 – im Gegensatz zu anderen Häusern in Grenzlage – noch nicht vermauert, doch das Betreten der Parterrewohnung wäre dem Wachposten aufgefallen, wodurch die Parterre-Bewohner der Beihilfe zur Flucht angeklagt werden könnten. Deswegen entschieden sich die Urbans, sich aus ihrer im ersten Stock liegenden Wohnung auf den West-Berliner Gehsteig abzuseilen. Dabei rutschten jedoch beide Ehepartner ab und verletzten sich beim Aufschlag auf den Bürgersteig. Unter Schock und mit Verletzungen an Händen, Füßen und einem Bruch des Fersenbeins von Rudolf Urban wurden sie ins nahe West-Berliner Lazarus-Krankenhaus eingeliefert. Urbans Bruch wurde stationär behandelt. Während des Krankenhausaufenthalts zog sich Rudolf Urban eine Lungenentzündung zu, an der er am 17. September 1961 verstarb.
Rudolf Urban war das vierte namentlich bekannte Todesopfer an der Berliner Mauer und wurde auf dem Dorotheenstädtischen Friedhof II beigesetzt. Auch wenn er der vierte bekannte Todesfall ist, das Datum seines Fluchtversuchs, 19. August 1961, steht vor den Daten der drei ersten Fluchtversuche und deren unmittelbar resultierenden Todesfälle (Ida Siekmann, Günter Litfin und Roland Hoff). An sein Schicksal und an das Schicksal neun weiterer Opfer in der Bernauer Straße erinnert ein Gedenkstein an der Bernauer Straße, nahe der Swinemünder Straße, den das Bezirksamt Wedding 1982 aufstellen ließ.